# Ulrica Bouck
Ulrica Bouck, född Svenson 29 maj 1761, död 7 augusti 1829 invaldes som ledamot nr. 158 av Kungliga Musikaliska Akademien den 20 maj 1795. Hon utsågs till honorarie ledamot 1814. Ulrica Bouck var gift med Carl Fredrik Bouck.